# PPIL6
PPIL6 (англ. Peptidylprolyl isomerase like 6) – білок, який кодується однойменним геном, розташованим у людей на 6-й хромосомі. Довжина поліпептидного ланцюга білка становить 311 амінокислот, а молекулярна маса — 35 228.
| 10         |  | 20         |  | 30         |  | 40         |  | 50         |
| ---------- |  | ---------- |  | ---------- |  | ---------- |  | ---------- |
| MARPQPCGPP |  | HARCGSPSLP |  | ERPLQVKVVG |  | LFSCPNFQIA |  | KSAAENLKNN |
| HPSKFEDPIL |  | VPLQEFAWHQ |  | YLQEKKRELK |  | NETWEYSSSV |  | ISFVNGQFLG |
| DALDLQKWAH |  | EVWDIVDIKP |  | SALYDALTED |  | FSAKFLRDTK |  | HDFVFLDICI |
| DSSPIGRLIF |  | ELYCDVCPKT |  | CKNFQVLCTG |  | KAGFSQRGIR |  | LHYKNSIFHR |
| IVQNGWIQGG |  | DIVYGKGDNG |  | ESIYGPTFED |  | ENFSVPHNKR |  | GVLGMANKGR |
| HSNGSQFYIT |  | LQATPYLDRK |  | FVAFGQLIEG |  | TEVLKQLELV |  | PTQNERPIHM |
| CRITDSGDPY |  | A          |  |            |  |            |  |            |

A: Аланін

C: Цистеїн

D: Аспарагінова кислота

E: Глутамінова кислота

F: Фенілаланін

G: Гліцин

H: Гістидин

I: Ізолейцин

K: Лізин

L: Лейцин

M: Метіонін

N: Аспарагін

P: Пролін

Q: Глутамін

R: Аргінін

S: Серин

T: Треонін

V: Валін

W: Триптофан

Кодований геном білок за функціями належить до ізомераз, ротамаз. 
Задіяний у такому біологічному процесі, як альтернативний сплайсинг. 